# Nefer
Nefer (fl. XXII secolo a.C.) è stato faraone egizio inserito nella VI dinastia egizia.

## Biografia
Tra le varie fonti, solo il Canone Reale  riporta il nomen di questo sovrano nella posizione 4.10 (ossia al decimo posto della quarta colonna).
Non esistono documentazioni archeologiche su questo sovrano.
La sua collocazione, al termine del regno antico, autorizza a ritenere che il suo potere sia stato limitato solo ad alcune regioni dell'Egitto e che quindi sia probabile che questo sovrano abbia regnato contemporaneamente ad altri.

## Liste Reali
|            | \| \| \| non citato \| \| \| |
|            |                              |
| non citato |                              |
|            |                              |

|            |
| non citato |
|            |

|            | \| \| \| non citato \| \| \| |
|            |                              |
| non citato |                              |
|            |                              |

|            |
| non citato |
|            |

| nfr | f · r | G7 |

| nfr | f · r | G7 |

| nfr | f · r | G7 |

| nfr | f · r | G7 |

| nfr | f · r | G7 |

| nfr | f · r | G7 |

| nfr | f · r | G7 |

| nfr | f · r | G7 |